# Tattoo You
Tattoo You  je album The Rolling Stones vydané v roce 1981.
Šestnácté studiové album Rolling Stones dodnes patří k nejuznávanějším nahrávkám této skupiny od dob Exile On Main St a bylo také poslední deskou Stones, která se vyšplhala na přední pozice v mezinárodních žebříčcích. Ačkoliv sami členové skupiny hovořili o Tattoo You bezprostředně po jeho vydání jako o podivné změti různých hudebních nápadů z uplynulých osmi let, kritika i příznivci skupiny jej přijali s nadšením. Tattoo You skutečně vznikalo postupně z nedokončených nebo přepracovaných skladeb, a některé písně včetně závěrečného tanečního hitu "Waiting On A Friend" byly poprvé nahrávány už během práce na Goats Head Soup. Přesto, nebo právě proto je výsledné dílo sevřené a velmi vyrovnané. Celkové ladění tohoto alba je postavené na ostrém, poněkud prázdném zvuku perkusí, kytar i ostatních nástrojů, který díky plejádě navzájem velmi odlišných písní vytváří jeho typickou atmosféru svěží a neotřelé muziky. Úvodní raggabeatová "Start Me Up" s neodolatelnými riffy se stala jednou z nejznámějších stounovských vypalovaček, ale i další skladby na této desce zasluhují pozornost, například šestiminutová, téměř jazzová koda "Slave" s brilantními instrumentálními sóly, Richardsova syrová "Little T&A", ortodoxní boogie ze staré školy "Black Limousine", temná dechberoucí kompozice s použitím syntetizéru "Heaven", nebo báječné "Woried About You" a "Tops". Na desáté pozici pak dohání k slzám "No Use In Crying", jedna z nejprocítěnějších balad Rolling Stones vůbec. Mnozí odborníci i laičtí posluchači označují Tattoo You za poslední významné album Rolling Stones. I když to jistě neplatí doslova, tato deska je nepochybně jednou z těch, které by si žádný příznivec bluesrockové hudby neměl nechat ujít.

## Seznam skladeb
Autory všech písní jsou Mick Jagger a Keith Richards, pouze píseň No Use In Crying napsali společně Mick Jagger, Keith Richards a Ronnie Wood.
1. "Start Me Up" – 3:31
2. "Hang Fire" – 2:20
3. "Slave" – 6:34
4. "Little T&A" – 3:23
5. "Black Limousine" – 3:32
6. "Neighbours" – 3:31
7. "Worried About You" – 5:16
8. "Tops" – 3:45
9. "Heaven" – 4:21
10. "No Use In Crying" – 3:24
11. "Waiting On A Friend" – 4:34

## Obsazení
- Mick Jagger – zpěv, kytara, harmonika, doprovodný zpěv
- Keith Richards – kytara, zpěv, baskytara, doprovodný zpěv
- Ronnie Wood – kytara, baskytara, doprovodný zpěv
- Charlie Watts – bicí
- Bill Wyman – baskytara, syntezátor
- Mick Taylor – kytara
- Nicky Hopkins – klavír
- Ian Stewart – klavír
- Billy Preston – klavír, varhany
- Wayne Perkins – kytara
- Ollie Brown – perkuse
- Pete Townshend – doprovodný zpěv
- Sonny Rollins – saxofon
- Jimmy Miller – perkuse
- Kasper Winding – tamburína
- Chris Kimsey – klavír
- Barry Sage – tleskání

## Certifikace
| Organizace     | Úroveň     | Datum |
| -------------- | ---------- | ----- |
| RIAA – USA     | 4x Platina | 1981  |
| BPI – UK       | Zlato      | 1981  |
| SNEP – Francie | Zlato      | 1981  |